# スポルティングCP (フットサル)
スポルティングCP（Sporting CP）は、ポルトガル・リスボンに本拠地を置くフットサルチーム。総合スポーツクラブであるスポルティングCPを構成するスポーツチームの一つである。リーガ・プラカルド所属。リーガ・プラカルドでは歴代最多の16度優勝している。UEFAフットサルチャンピオンズリーグでは2度優勝している。

## 歴史
1985年3月4日に設立された。1995年には総合スポーツクラブであるスポルティングCPが財政難に陥り、ハンドボールチームとフットサルチームは存続したが、バスケットボールチーム、ホッケーチーム、バレーボールチームが廃止された（後に復活している）。2001年にはUEFAフットサルカップが設立され、リスボンで開催された2001-02シーズンの初回大会ではベスト4となった。
2018-19シーズンのUEFAフットサルチャンピオンズリーグでは、決勝でカザフスタンのAFCカイラトを破って初優勝した。2020-21シーズンのUEFAフットサルチャンピオンズリーグではスペインのFCバルセロナを破って2度目の優勝を飾った。

## タイトル

### 国際大会
- UEFAフットサルチャンピオンズリーグ: 2

2018-19, 2020-21

### 国内大会
- リーガ・プラカルド: 16

1990–91, 1992–93, 1993–94, 1994–95, 1998–99, 2000–01, 2003–04, 2005–06, 2009–10, 2010–11, 2012–13, 2013–14, 2015–16, 2016–17, 2017–18, 2020–21
- タッサ・デ・ポルトガル: 9

2005–06, 2007–08, 2010–11, 2012–13, 2015–16, 2017–18, 2018–19, 2019–20, 2021-22
- タッサ・ダ・リーガ: 4

2015–16, 2016–17, 2020–21, 2021–22
- スーペルタッサ・デ・フットサル: 10

2001, 2004, 2008, 2010, 2013, 2014, 2017, 2018, 2019, 2021